# Agia Marina
Agia Marina (řecky Αγία Μαρίνα), je město na ostrově Leros a je hlavním sídlem stejnojmenné obce. Je jedním z 11 sídel na ostrově.

## Obyvatelstvo
Podle sčítání v roce 2011 mělo město 2372 obyvatel.